# 17927 Гошал
17927 Гошал (17927 Ghoshal) — астероїд головного поясу, відкритий 15 квітня 1999 року.
Тіссеранів параметр щодо Юпітера — 3,631.